# Hoher Habichtswald
Der Hohe Habichtswald, meist nur Habichtswald genannt, ist ein 38,21 km² großer, mit dem Berg Hohes Gras im Maximum 614,8 m ü. NHN hoher und überwiegend bewaldeter Mittelgebirgszug im Gebiet der kreisfreien Stadt Kassel und im nordhessischen Landkreis Kassel. Er ist (namensgebender) Teil und der Unter-Naturraum Hoher Habichtswald des ebenfalls oft nur mit Habichtswald bezeichneten Mittelgebirges Habichtswälder Bergland.
Entstanden ist der Eruptivstock durch basaltischen Vulkanismus im Umfeld der Mittelmeer-Mjösen-Zone, einer etwa 2000 km langen Bruchzone in der Erdkruste Europas. Der Basalttuff Habichtswald wurde teilweise als Rohstoff abgebaut.
Der Großteil des Hohen Habichtswaldes, der im Naturpark Habichtswald liegt, gehört zum Gebiet der Großstadt Kassel, deren Bebauung partiell in das Gebirge hineinreicht; der Rest zählt zu mehreren angrenzenden Gemeinden des Landkreises Kassel.
International bekannt ist der Hohe Habichtswald durch den Bergpark Wilhelmshöhe, in dem unter anderem das Schloss Wilhelmshöhe, der Herkules und die Löwenburg stehen. Die Kasseler Wasserspiele finden hier statt.

## Geographie

### Lage
Der Hohe Habichtswald, der sich im Ostteil des Naturparks Habichtswald befindet, liegt direkt westlich der Großstadt Kassel zwischen der Gemeinde Ahnatal im Norden, der Gemeinde Habichtswald im Norden, Nordwesten und Westen, der Gemeinde Schauenburg im Südwesten und Süden sowie der Stadt Baunatal im Südosten. Der höchste Berg des Gebirgszugs ist das Hohe Gras (614,8 m). Die längsten Fließgewässer, die innerhalb des Gebirgszugs entspringen, sind die Fulda-Zuflüsse Ahne, Bauna und Drusel.

### Naturräumliche Zuordnung
Der Mittelgebirgszug bildet in der naturräumlichen Haupteinheitengruppe Westhessisches Bergland (Nr. 34), in der Haupteinheit Habichtswälder Bergland (342) und in der Untereinheit Hoher Habichtswald (mit Langenberg) (342.0) den Naturraum Hoher Habichtswald (342.00).
Die Landschaft fällt nach Norden zum Naturraum Dörnbergpaß (342.30) ab, der zur Untereinheit Dörnberg und Schreckenberge (342.3) zählt; in Letzterem erhebt sich das Massiv des Hohen Dörnbergs. Nach Westen fällt sie in den zur Untereinheit Habichtswälder Senke (342.1) gehörenden Naturraum Zierenberger Grund (342.11) ab; jenseits davon liegt die Untereinheit Hinterhabichtswälder Kuppen (342.2) mit dem Großen Bärenberg. Nach Südwesten und Süden fällt die Landschaft in den Naturraum Hoofer Pforte (342.01) ab; jenseits davon befindet sich im Süden die Untereinheit Langenberg (342.02). Nach Südsüdosten über Osten bis Nordosten fällt sie in die großflächige Untereinheit Kasseler Becken (343.3) ab, die zur Haupteinheit Westhessische Senke (343) zählt. Von der Ostflanke des Hohen Habichtswaldes schiebt sich spornartig der Naturraum Kasseler Graben (343.31) in das Kasseler Becken vor, an den sich östlich der zentral im Becken gelegene Naturraum Kasseler Fuldaaue (343.30) anschließt.

## Beschreibung

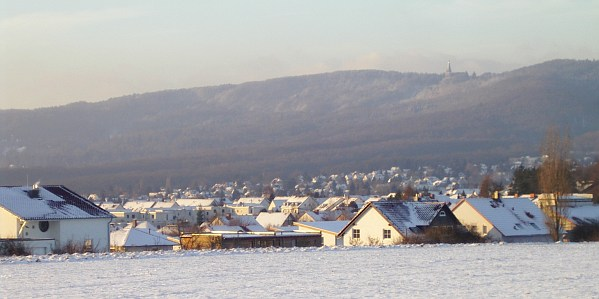
Blick von Nordosten über Kassel-Harleshausen zum Hohen Habichtswald mit Kasseler Herkules (2003)

Der Hohe Habichtswald ist ein Waldgebiet mit naturnahen Laubbaumbeständen, in dem es viele Wiesen- und Weideflächen gibt. Mit vielen Wanderwegen ist er beliebtes Naherholungsgebiet im nordhessischen Ballungsraum. In den abwechslungsreichen Waldflächen kommen auch seltene Baumarten (Bergahorn, Bergulme und Elsbeere) vor. Viele alte Buchenbestände haben sich natürlich verjüngt und weisen heute mehrschichtige Waldbilder auf.
Es gibt einige kleinere Seen, die auf Basaltabbau zurückzuführen sind (z. B. Blauer See, Erlenloch, Höllchen und Silbersee). Zudem sind zahlreiche Teiche und Staubecken (z. B. Asch, Fontainenteich, Lac bzw. Schlossteich und Sichelbachbecken) im Rahmen des Bergpark Wilhelmshöhe vorhanden.
Die forstwirtschaftliche Nutzung hat eine große Bedeutung, wobei auf die Tier- und Pflanzenwelt jedoch besondere Rücksicht genommen wird, was der Flora und Fauna zugutekommt. Der Hohe Habichtswald ist Staatswald, also im Besitz des Landes Hessen, und wird vom Forstamt Wolfhagen und 3 Förstereien betreut. Innerhalb des Gebirgszuges bekommt der Besucher vielerorts abwechslungsreiche, schöne Waldbilder zu sehen, auf vielen Wanderungen trifft man auf große Fichtenbestände, junge bunte Mischwälder und alte knorrige Buchen, und auf den großen Waldwiesen, die nur einmal im Jahr (August) gemäht werden, gedeihen und blühen in den Frühlings- und Sommermonaten zahlreiche oft seltene Blumen und Gräser.
An zahlreichen Waldwegen und großen Wiesenflächen wurden schöne Alleen mit Eberesche, Rosskastanie, Mehlbeere und Obstbäumen angelegt, die im Herbst eindrucksvoll ihre bunten und leuchtenden Früchte zeigen. Ein schönes Bild für jeden Naturliebhaber bietet beispielsweise die langgestreckte Kastanienallee, die sich in der Gegend zwischen dem Herkules, dem Essigberg und dem Wuhlhagen befindet.
Von vielen Spazier- und Wanderwegen des Hohen Habichtswaldes, in dem zahlreiche Waldgaststätten zum Verweilen einladen, kann man gute Aussichtsmöglichkeiten in die nordhessische Landschaft genießen. Viele Forstwege sind besonders für Wanderer gestaltet und mit Rastmöglichkeiten versehen. Selbst auf Kunst muss der Waldbesucher nicht verzichten; neben den von der Natur durchaus künstlerisch gestalteten alten Baumgestalten findet man in der Nähe des Blauen Sees die Künstler-Nekropole.

## Windwurfschäden durch Kyrill
In der Nacht vom 18. zum 19. Januar 2007 hat der Orkan Kyrill mit Windgeschwindigkeiten von bis zu 200 km/h den Hohen Habichtswald sehr stark getroffen. Es wurden über 350.000 Bäume entwurzelt oder umgeknickt, was etwa 150.000 Festmetern entspricht. Die Flächen wurden inzwischen von den gebrochenen oder geworfenen Bäumen befreit und es wurden Neuanpflanzungen mit verschiedenen Baumarten (Buche, Bergahorn, Esche, Douglasie usw.) vorgenommen.

## Berge

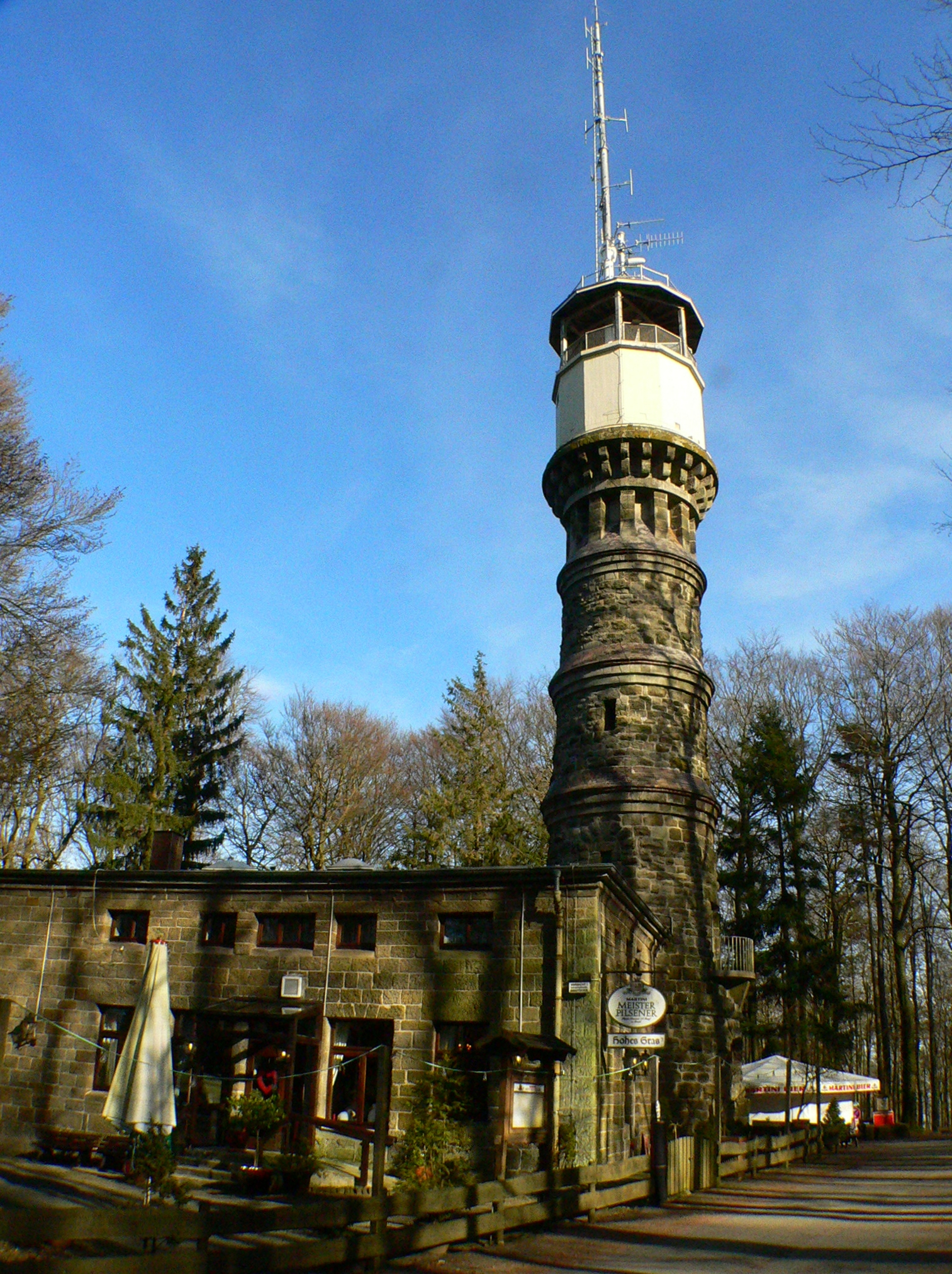
Aussichtsturm auf dem Hohen Gras

→ siehe auch: Liste von Bergen und Erhebungen des Naturparks Habichtswald
Zu den Bergen, Erhebungen und deren Ausläufern des Hohen Habichtswaldes gehören – sortiert nach Höhe in Meter (m) über Normalhöhennull (NHN):
- Hohes Gras (614,8 m) – mit Aussichtsturm von 1890 und kleinem Skigebiet mit Skilift
- Uhlenstein (ca. 607,5 m) – Westausläufer des Hohen Grases
- Essigberg (ca. 597,5 m) – mit Fernmeldeturm Habichtswald, Trimm-dich-Pfad und Ahne-Quellgebiet
- Großer Steinhaufen (597 m) – mit Loipe
- Ahrensberg (ca. 570 m) – am Südhang befindet sich die Baunaquelle
- Ziegenkopf (564,7 m) – mit Quelle der Drusel; bis 1980 Standort einer Holz-Skisprungschanze
- Kaulenberg (ca. 545 m) – mit Ursprung der „Kleinen Bauna“
- Elfbuchen (ca. 535 m) – mit von Bäumen überragtem Aussichtsturm
- Karlsberg (526,2 m) – Standort des Herkules auf ca. 515 m Höhe
- Großer Auskopf (518 m) – Essigberg-Ausläufer
- Junkerkopf (466 m) – mit Burgruine Igelsburg und nahem Silbersee
- Brasselsberg (434,2 m) – mit Aussichtsturm Kasseler Bismarckturm
- Baunsberg (413,4 m) – Hausberg von Baunatal

Dem Hohen Habichtswald nordöstlich vorgelagert ist im Kasseler Becken ein Höhenrücken mit dieser an den Mittelgebirgszug anschließenden Erhebung:
- Firnskuppe (313,9 m) – mit nahem Daspel, Hausberg des Kasseler Stadtteils Harleshausen

## Gewässer

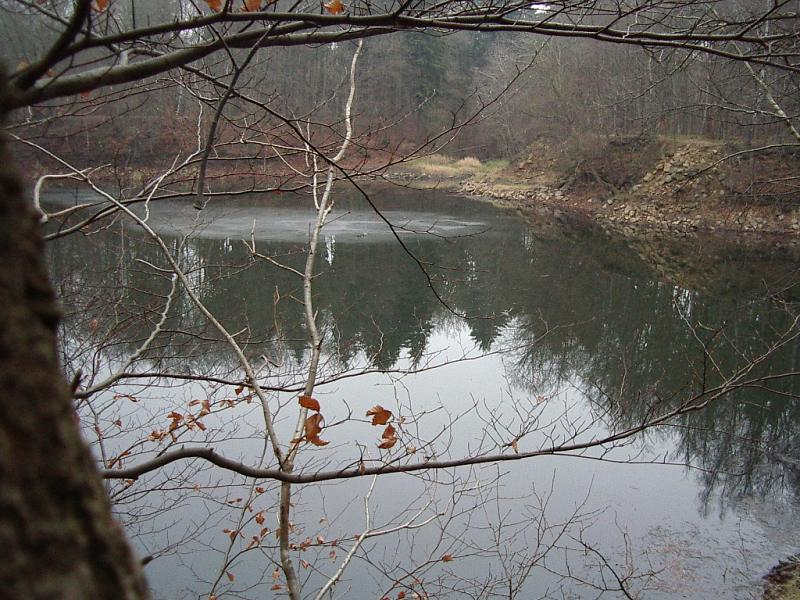
Erlenloch im Dezember 2003

Im Hohen Habichtswald oder an seinen Rändern befinden sich zahlreiche Gewässer, dazu gehören:
| - Ahne (21,1 km), Fulda-Zufluss - Bauna (17,2 km), Fulda-Zufluss - Drusel (11,4 km), Fulda-Zufluss - Firnsbach (3,2 km), Bauna-Zufluss - Geilebach (Geile; 8,6 km), Ahne-Zufluss - Grunnelbach (5,9 km), Fulda-Zufluss - Lubach (Laubach; 4,9 km), Warme-Zufluss - Warme (33,1 km), Diemel-Zufluss | im Kasseler Teil: - Asch, im Bergpark Wilhelmshöhe - Blauer See, in Harleshausen - Erlenloch, in Harleshausen - Fontaineteich, im Bergpark Wilhelmshöhe - Lac (Schlossteich), im Bergpark Wilhelmshöhe - Sichelbachbecken; in Bad Wilhelmshöhe im Habichtswalder Teil: - Höllchen, bei Dörnberg - Silbersee, bei Dörnberg |

## Bergbau

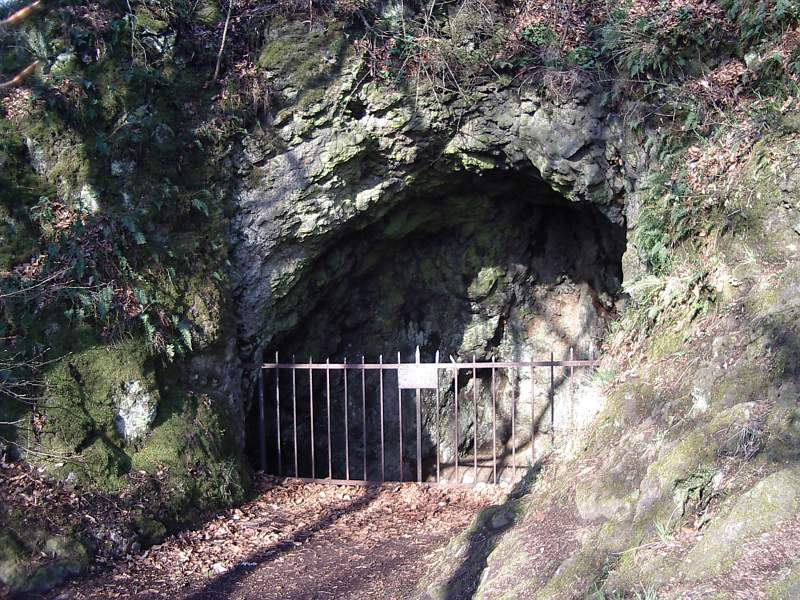
Die von einem vertikalen Stollen durchbohrte Firnskuppe

Seit dem 16. Jahrhundert wurde im Hohen Habichtswald Braunkohle untertage abgebaut. Schon im Mittelalter wurde sie im Tagebau gewonnen, meist zur Versorgung kleiner Glashütten. Geringe Raseneisensteinvorkommen wurden auch verarbeitet. Die letzten Kohlegruben verschwanden in den 1960er-Jahren. Heute gibt es nur noch wenige Steinbrüche, in denen vor allem Basalt abgebaut wird; speziell zum Zweck der seit 2005 stattfindenden Herkulessanierung wurde nahe dem Druseltal ein alter Steinbruch zur Gewinnung von Habichtswälder Tuff aufgeschlossen. Zum Abtransport von Kohle und Basalt wurde von 1903 bis 1961 die Herkulesbahn genutzt.

## Sehenswürdigkeiten und Wandern
An der Ostflanke des Hohen Habichtswaldes, zur Stadt Kassel hin, liegt der Bergpark Wilhelmshöhe mit dem Schloss Wilhelmshöhe, der Löwenburg und dem Herkules, dem Ausgangspunkt der Kasseler Wasserspiele. Etwas nördlich des Herkules steht der derzeit gesperrte Aussichtsturm Elfbuchen, einiges unterhalb davon liegt der Blaue See mit der Künstler-Nekropole. Zu den Wanderwegen der Landschaft gehören: Ederseeweg, Fulda-Diemel-Weg, Habichtswaldsteig, Herkulesweg, Kassel-Steig, Märchenlandweg und Studentenpfad.

## Allgemeine Quellen
- BfN
  - Kartendienste
  - Landschaftssteckbrief Habichtswälder Bergland
- „Geologische Übersichtskarte von Hessen“. Geschichtlicher Atlas von Hessen.  In: Landesgeschichtliches Informationssystem Hessen (LAGIS).